# Amos Kollek
Amos Kollek (Hebreeuws: עמוס קולק) (Jeruzalem, 15 september 1947) is een Israëlische schrijver en filmregisseur.
Amos Kollek is de zoon van Teddy Kollek, de burgemeester van Jeruzalem van 1965 tot 1993.
Na zijn militaire dienstplicht te hebben vervuld studeerde Amos Kollek psychologie en filosofie. In 1971 studeerde hij af aan de universiteit van Jeruzalem. Daarna werkte hij als journalist voor de Israëlische pers, maar ook voor de New York Times, en Die Zeit. Hij schreef verschillende boeken, waaronder de biografie van zijn vader.
In 1979 werkte hij mee met de verfilming van zijn roman Don't ask me if I love, die als film onder de titel Worlds Apart zou uitkomen. In 1985 werkte hij voor eerst aan een film als regisseur, de tragikomedie Goodby New York. In veel van zijn films is hij zowel producent, scenarioschrijver, regisseur als acteur.
In 1995 maakte Amos Kollek een film over zijn vader.
In 1997 werd Amos Kollek bekender door zijn film Sue: Lost in Manhattan, met Anna Levine in de hoofdrol. Deze film won de juryprijs op het filmfestival van Deauville in Frankrijk en kreeg veel aandacht op filmfestivals in Berlijn en Toronto. In Parijs trok de film 400.000 toeschouwers.
Na deze film maakte hij nog meer films met Anna Levine; Fiona in 1998, Fast Food, Fast Women in 2000 en Bridget in 2002. In deze films speelt de actrice meest breekbare vrouwen die door problemen aan de zelfkant van de samenleving zijn beland. Vooral dankzij Sue: Lost in Manhattan verwierf Amos Kollek een cultstatus, en wordt hij vergeleken met John Cassavetes, Jean-Luc Godard en François Truffaut.

## Filmografie
- Restless (2008)
- Nowhere to Go But Up (2003)
- Music (2003)
- Bridget (2002)
- A Bitter Glory (2001) (TV)
- Queenie in Love (2001)
- Fast Food Fast Women (2000)
- Angela (2000)
- Fiona (1998)
- Sue: Lost in Manhattan (1997)
- Teddy Kollek (1995)
- Whore 2 (1994)
- Five Girls (1993)
- Lahav Hatzui (1992)
- High Stakes (1989)
- Forever Lulu (1987)
- Goodbye, New York (1985)

- Bibliothèque nationale de France: cb12616612s (data)
- CiNii: DA05064463
- Gemeinsame Normdatei: 122940075
- International Standard Name Identifier: 0000 0000 9474 0421
- Library of Congress Control Number: n50072821
- Bibliotheek van het Japanse parlement: 00446063
- Nationale Bibliotheek van Tsjechië: xx0204224
- Nationale bibliotheek van Australië: 35279074
- Nationale Bibliotheek van Israël: 987007263906905171
- Nederlandse Thesaurus van Auteursnamen: 071167641
- Réseau des bibliothèques de Suisse occidentale: 02-A005581043
- Système universitaire de documentation: 085697524
- Virtual International Authority File: 2677948
- WorldCat: E39PBJbMdHYxhcWbXPQPfqhvHC